# 병원선

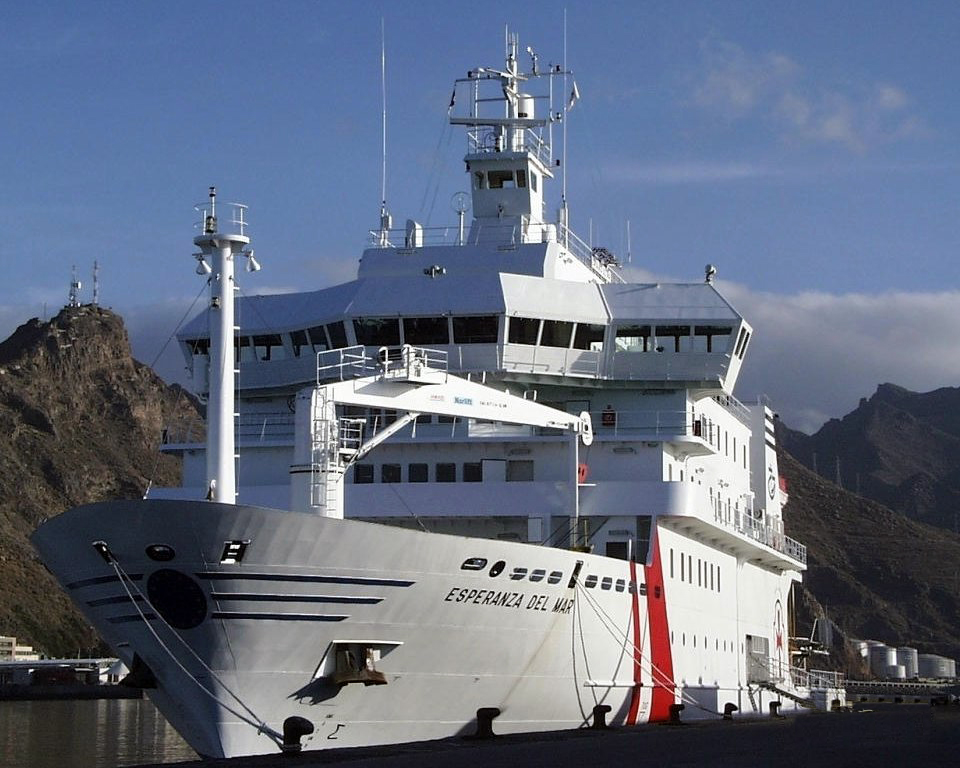
스페인의 에스페란사 델 마르 호

병원선(病院船)은 주로 부상자나 해난을 당한 사람들의 구호를 목적으로 의료 시설이나 병원의 역할을 하도록 설계된 배이다. 대부분은 전 세계 다양한 국가의 해군이나 군대에서 운영하는데 국제적으로 병원선 표시가 정해져 있으며 이는 전쟁 지역이나 그 주변에서 사용하도록 고안되기 때문이다. 전쟁 중에라도 병원선은 공격할 수 없도록 규정되어 있다. AHS 센타우로 사건, 소련 병원선 SS 아르메니아 격침사건(이 사건은 무려 5천여명의 사상자를 냈다. 이후 소련은 전쟁후반 당시 수송선으로 활동(초반에는 병원선이었다.)하던 빌헬름 구스틀로프호 격침사건으로 9천여명의 목숨을 앗아가며 피로서 복수했다.)처럼 병원선을 공격하는 일이 실제로 있었으며 이는 전쟁 범죄로 간주한다.

## 국제법
병원선은 1907년 헤이그 회담 X에 규정되었다. 헤이그 회담 X의 제4장은 병원선에 다음의 제한을 두고 있다:
- 선박은 병원선으로서 분명하게 표시되고 강조되어야 한다
- 선박은 모든 국가의 부상자에 대한 의학적 지원을 제공해야 한다
- 선박은 군사적 목적으로 이용되어서는 안 된다
- 선박은 적의 전투 선박을 간섭하거나 위해를 가해서는 안 된다
- 헤이그 회담에서 지정된 교전국들은 위의 제한을 위반하는지를 찾아내기 위해 선박선을 수색할 수 있다
- 교전국들은 병원선의 위치를 정한다